# Write

write — Unix-утилита, позволяющая отправить сообщение другому пользователю, который имеет сессию в этой же системе. В отличие от утилиты talk, переписка посредством write возможна только в пределах одной системы.

## Использование
```
write пользователь [терминал]
```

После запуска команды write пользователь, которому отправлено сообщение, получает сообщение вида:
```
Message from имя@хост on терминал at чч:мм
```

После этого все вводящиеся строки будут копироваться на терминал указанного пользователя. Для отправки ответов следует использовать ту же команду write. Для завершения программы используется символ конца файла или сочетание клавиш CTRL+C: ваш собеседник увидит в том случае «EOF», означающее конец разговора. Можно запретить приём сообщений от других пользователей (кроме суперпользователя), используя команду mesg.
Для отправки сообщения пользователю, вошедшему в систему более чем на одном терминале, следует указать, на какой именно терминал отправлять сообщения, указав имя этого терминала вторым аргументом команды write. Также можно позволить утилите write самой выбрать терминал: в этом случае сообщение будет отправлено на терминал с наименьшим временем простоя.

## Этикет
Согласно сложившимся традициям, строка «-o», отдельная, либо в конце другой строки, означает, что теперь может говорить другой человек. Для обозначения завершения общения используется строка «oo».